# Alexandre Basset
Pour les articles homonymes, voir Basset.
André Alexandre Basset, né le 11 septembre 1796 à Nice (département des Alpes-Maritimes sous la Ire République) et mort le 22 avril 1870 dans le 8e arrondissement de Paris, est un écrivain et dramaturge français.
Il écrit également sous les noms de plumes d'Alexandre et d'Ornoy.

## Biographie
André Alexandre Basset nait à Nice le 25 fructidor an IV de Pierre Basset (1758-1810), adjudant-général et commandant de la place de Villefranche, et de Eulalie Robert. Il effectue ses études au lycée de Marseille et entre au service de la Garde nationale mobile du Var à la fin de l'Empire. Il est lieutenant de la Garde du corps du roi en 1816 sous la Restauration. À partir de 1820, il commence à écrire pour le théâtre puis est nommé à la commission d'examen des ouvrages dramatiques et devient directeur de l'Opéra-Comique de mai 1845 jusqu'au mois de mai 1848. Il est par la suite le rédacteur en chef des journaux La Patrie en 1850 et Le Pays en 1856,. Il est fait Chevalier de la Légion d'honneur, le 5 mai 1839.
De son union en 1821 avec Marie Célestine Françoise Vasseur nait à Paris l'écrivain Adrien Charles Alexandre Basset dit Adrien Robert. Sa fille Marie Amélie Célestine Basset épouse l'ingénieur Ferdinand Félix Clément Le Blanc (1820-1905), futur architecte du gouvernement et inspecteur des bâtiments civils.

## Œuvres

### Théâtre
- 1824 : Veuve et Garçon, comédie-vaudeville en un acte de Théaulon, Alexandre et Théodore, Ambigu-Comique (14 décembre)
- 1829 : Le Cousin Frédéric ou la Correspondance, comédie-vaudeville en un acte d'Arago, Rougemont et Basset, Vaudeville (7 février)
- 1831 : Heur et Malheur, vaudeville de Basset, Duvert et Lauzanne, Vaudeville (19 avril)
- 1831 : Les Enfants du pasteur, drame en un acte mêlé de couplets d'Alexandre, Nouveautés (9 octobre)
- 1832 : La Mort du Roi de Rome, drame en un acte de d'Ornoy, théâtre du Panthéon (26 août)

### Écrits
- Court aperçu de la question du Monténégro, Dubuisson, Paris, 1855